# Stiptophyllum erubescens
Stiptophyllum là một chi nấm thuộc họ Polyporaceae. Là một chi đơn loài, nó chứa loài duy nhất Stiptophyllum erubescens.